# Universal Studios Singapore
Universal Studios Singapore is een themapark van Universal Destinations & Experiences in de plaats Sentosa in Singapore. Het maakt deel uit van Resorts World Sentosa. Het themapark opende op 10 mei 2010 de deuren en was hiermee het vierde Universal Studios-attractiepark ter wereld en de tweede van Azië.
De bouw van het park startte op 19 april 2008. Nog geen twee jaar later werd het park op 10 mei 2010 voor het publiek geopend. De officiële opening vond een jaar later plaats op 28 mei 2011.

## Themagebieden
Universal Studios Singapore is 25 hectare groot en is daarmee het kleinste park van Universal. Er zijn in totaal 24 attracties, waarvan 18 origineel of speciaal aangepast voor het park.

### Hollywood
Dit themagebied staat in het teken van het Amerikaanse stadsdeel Hollywood en figureert tevens als entreegebied. In het themagebied zijn geen attracties te vinden. Echter wel: restaurants, souvenirwinkels en diverse theaters.

### New York
Dit themagebied is gedecoreerd naar de Amerikaanse stad New York. Er staat één attractie: Sesame Street Spaghetti Space Chase. In de rest van het themagebied zijn diverse winkels en restaurants te vinden. Opvallend is dat een deel van het themagebied overkapt is met een glazen dak.

#### Attracties

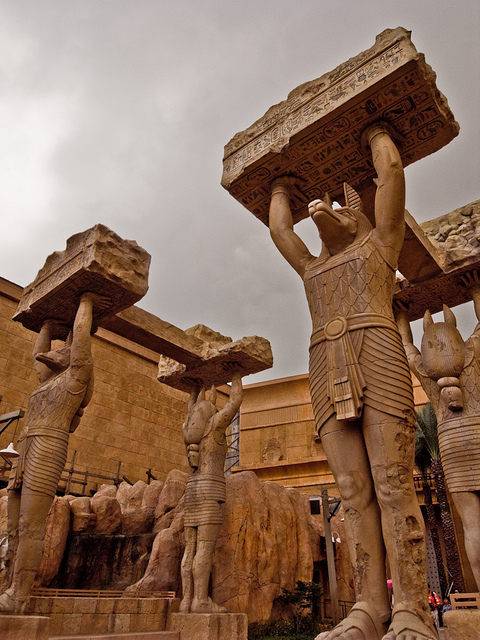
Decoratie in "Ancient Egypt".

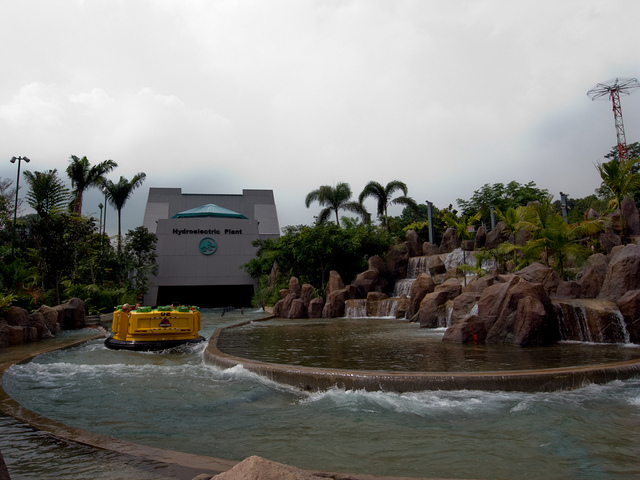
Jurassic Park Rapids Adventure.

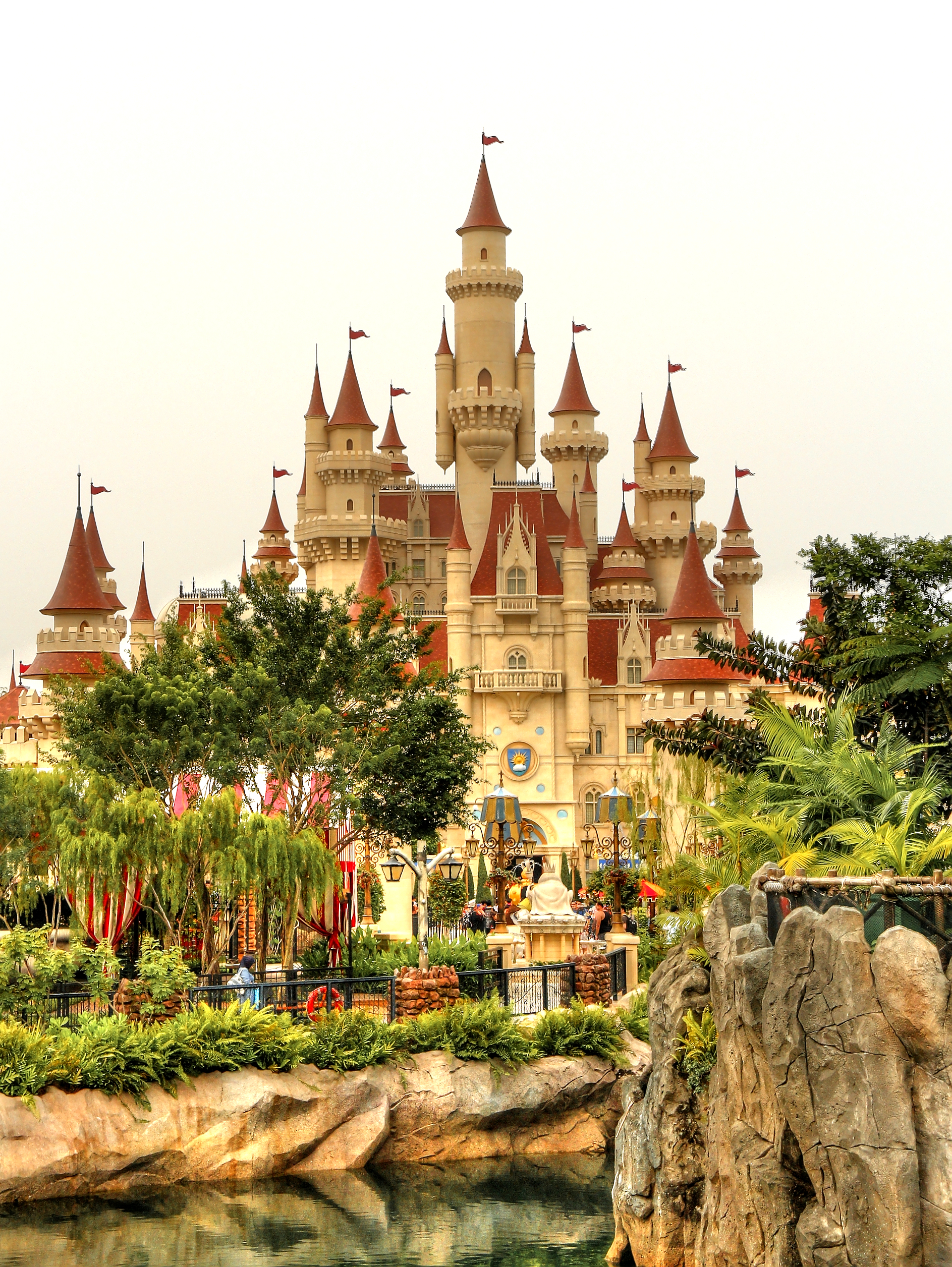
Blikvanger het Far Far Away Castle

| Naam                                               | Type     | Beschrijving                                                   |
| -------------------------------------------------- | -------- | -------------------------------------------------------------- |
| Lights! Camera! Action! Hosted by Steven Spielberg | Show     | Een show met speciale effecten die een grote orkaan nabootsen. |
| Sesame Street Spaghetti Space Chase                | Darkride | Een hangende darkride met Sesamstraat-thema.                   |

### Sci-Fi City

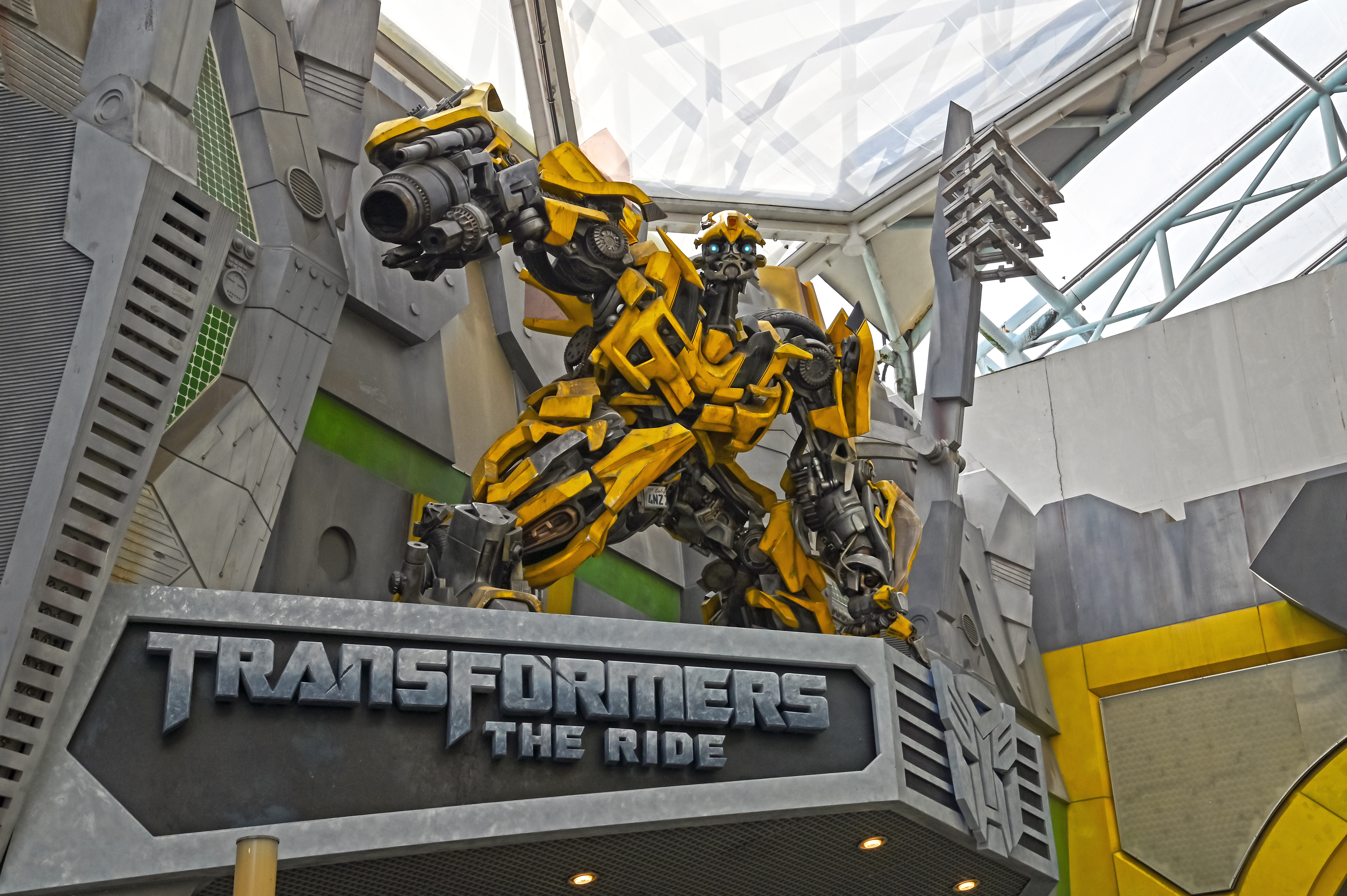
De ingang van Transformers: The Ride 3D.

Dit themagebied is gedecoreerd naar een futuristische stad. Attracties die hier te vinden zijn, zijn onder andere: Transformers: The Ride en de duellerende achtbaan Battlestar Galactica.

#### Attracties
| Naam                        | Type                               | Beschrijving                                                                                                |
| --------------------------- | ---------------------------------- | --- |
| Battlestar Galactica: HUMAN | Achtbaan                           | Een achtbaan die is ontworpen voor een tamere ervaring dan zijn tegenhanger, zonder inversies.              |
| Battlestar Galactica: CYLON | Hangende achtbaan                  | Een omgekeerde achtbaan die is ontworpen voor een spannendere ervaring dan zijn tegenhanger, met inversies. |
| Transformers: The Ride 3D   | 4D darkride met bewegingssimulator | |
| Accelerator                 | Theekopjesattractie                | |

### Ancient Egypt
Ancient Egypte (Nederlands: Oude Egypte) staat in het teken van Egypte. Blikvangers zijn de attracties Revenge of the Mummy en Treasure Hunters.

#### Attracties
| Naam                           | Type            | Beschrijving |
| ------------------------------ | --------------- | --- |
| Revenge of the Mummy: The Ride | Indoor achtbaan | Een combinatie van darkride en achtbaan die in een binnenruimte is gebouwd. Deze rit is geïnspireerd op de film The Mummy uit 1999.         |
| Treasure Hunters               | Rondrit         | Een rondrit die rond een verlaten Egyptische opgravingslocatie rijdt. De voertuigen zijn gemodelleerd naar het uiterlijk van vintage jeeps. |

### The Lost World
The Lost World staat in het teken van dinosauriërs en de films hieromheen zoals Jurassic Park.

#### Attracties
| Naam                                   | Type              | Beschrijving                                                                              |
| -------------------------------------- | ----------------- | ----------------------------------------------------------------------------------------- |
| Jurassic Park Rapids Adventure         | Rapid river       |                                                                                           |
| Waterworld: A Live Sea War Spectacular | Show              | Een show met stunts en vuurwerk, omringd door en gebruik makend van een grote plas water. |
| Canopy Flyer                           | Hangende achtbaan |                                                                                           |
| Dino-Soarin'                           | Red baron         |                                                                                           |
| Amber Rock Climb                       | Klimmuur          |                                                                                           |

### Far Far Away
Far Far Away staat in het teken van de animatiefilms rondom Shrek met als blikvanger een replica van het Far Far Away Castle. Overige attracties in dit themagebied zijn: Enchanted Airways, Puss In Boots‘ Giant Journey.

#### Attracties
| Naam                         | Type                       | Beschrijving |
| ---------------------------- | -------------------------- | --- |
| Shrek 4-D Adventure          | 3D Show met extra effecten | |
| Puss in Boots' Giant Journey | Hangende achtbaan          | Een hangende achtbaan van Zamperla, gebaseerd op de spin-off-franchise van Puss in Boots. De ingang heeft als thema de ruïnes van een groot kasteel, begroeid met klimop. |
| Enchanted Airways            | Junior Coaster             | |
| Magic Potion Spin            | Reuzenrad                  | |

## Toekomstige themagebieden

### Minion Land
Een themagebied gebaseerd op de Despicable Me franchise. Vervangt het Madagascar themagebied en zal openen in 2024.

#### Attracties
| Naam                        | Type               | Beschrijving |
| --------------------------- | ------------------ | --- |
| Despicable Me Minion Mayhem | Bewegingssimulator | Een 3D-bewegingssimulator waarin gasten in Minions worden getransformeerd en training krijgen. Ondertussen proberen Gru's dochters Gru een cadeau te geven ter herdenking van de verjaardag van hun adoptie. |
| Onbekende attractie         | Onbekend           | |
| Onbekende attractie         | Carrousel          | Ombouw van King Julien's Beach Party-Go-Round. |

Daarnaast komen er in dit gebied diverse winkels en restaurants. De bouw begon in 2022.

### Super Nintendo World
Super Nintendo World is geïnspireerd op Nintendo-franchises zoals Super Mario. De verwachting is dat het gebied uiterlijk in 2025 open gaat.

## Voormalige themagebieden

### Madagascar

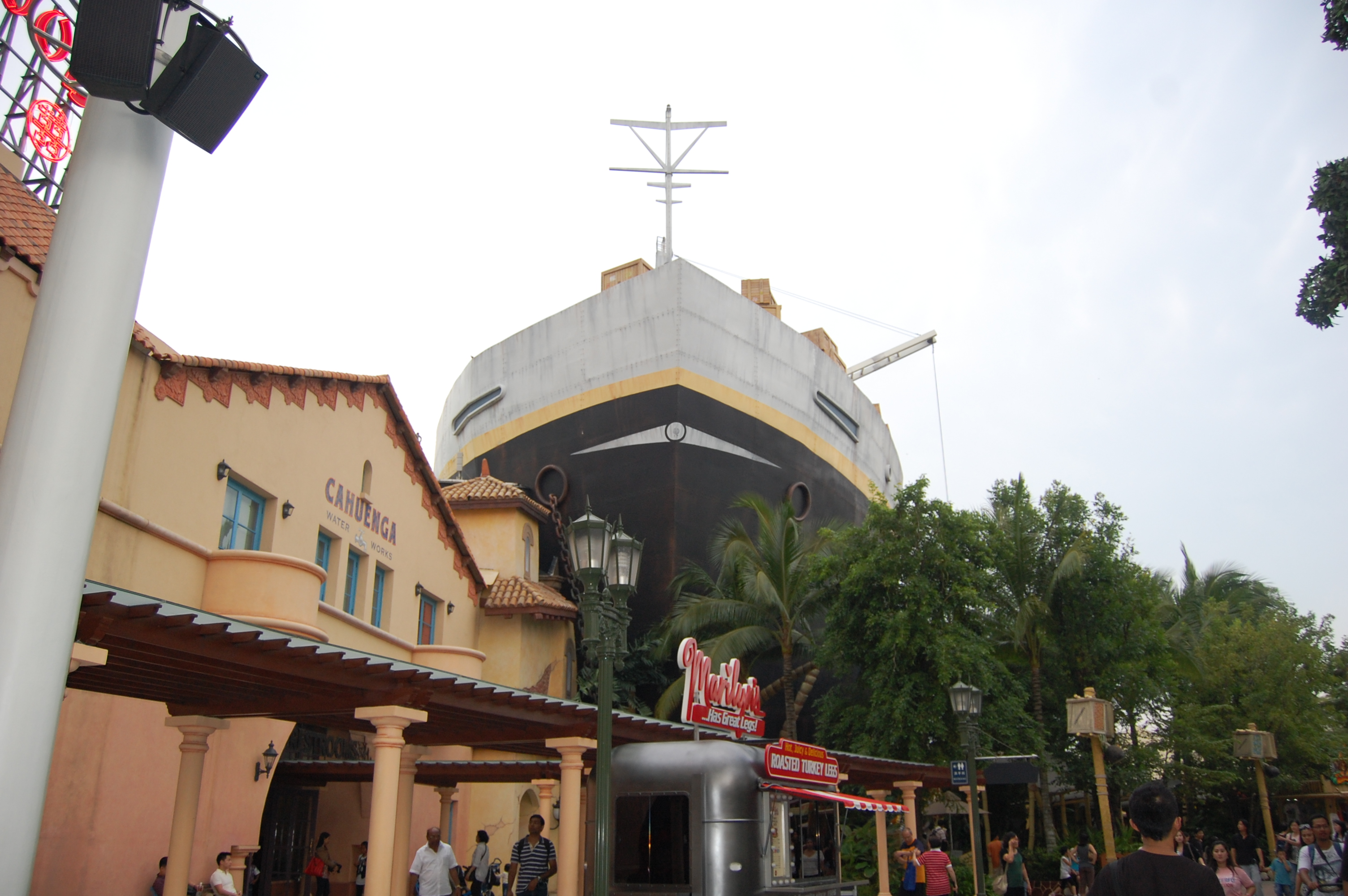
De voormalige attractie Madagascar: A Crate Adventure.

Madagascar was gedecoreerd naar de animatiefilms van Madagascar. Er stonden diverse attracties die naar deze films verwezen zoals de grootste attractie: Madagascar: A Crate Adventure.

#### Attracties
| Naam                               | Type            | Omschrijving | Sluiting                              |
| ---------------------------------- | --------------- | --- | ------------------------------------- |
| Madagascar: A Crate Adventure      | Dark water ride | Een dark water ride met animatronics, digitale projectie en surround sound, gehuisvest in de romp van een gestrand vrachtschip. | Gesloten op 27 maart 2022.            |
| King Julien's Beach Party-Go-Round | Carrousel       | | Medio 2022 gesloten wegens renovatie. |